# Dub letní u parku v Březiněvsi
Dub letní u parku v Březiněvsi je památný strom, který roste Praze 8-Beziněvsi u parku na konečné MHD.

## Parametry stromu
- Výška (m): 22,0
- Obvod (cm): 393 (416 v roce 2013)
- Ochranné pásmo: vyhlášené - kruh o poloměru 13 m na p.č. 7, 29 a 30 k.ú. Březiněves
- Datum prvního vyhlášení: 31.08.2001[1]
- Stáří: 200 let (k roku 2020)[2]

## Popis
Osamocený strom má nakloněný kmen, z něj do všech směrů vyrůstají větve. Koruna stromu sahá do výšky 26 metrů.

## Historie
Strom roste v centru obce na bývalé návsi, ze které později výsadbou stromů vznikl park. Při rekonstrukci komunikace byl zřejmě poškozen jeho kořenový systém a koruna poté částečně proschla. Jeho stav je dobrý, je pravidelně odborně ošetřován a suché větve odstraňovány.

## Významné stromy v okolí
- Lípy svobody, čtyři lípy vysazené roku 1919 na návsi
- Lípa republiky, u hasičské zbrojnice
- Lípa republiky, v Komunitním centru v ulici K Březince